# Olipa
Olipa je najzapadniji od svih otoka, otočića i hridi u Elafitima. Gotovo je ovalnog oblika, osim rta okrenutog prema sjeveru, površine od 902 754 m2. Najveća visina otoka je 206 m. Duljina obale otoka iznosi 4.987 km. Otočić je nenastanjen, kamenit i djelomično obrastao šumom.

## Svjetionik
Na južnoj obali otočića se nalazi četverokutna kamena kula s galerijom koja služi kao svjetionik. Svjetionik služi za navigaciju važnim pomorskim prolazima Velikim Vratnikom i Malim Vratnikom. Veliki Vratnik se nalazi između Olipe i Tajana (Jakljana). Mali Vratnik je prolaz između Olipe i Pelješca. Prolazi imaju narodni naziv Boke false.